# Catalina de Balmaseda y San Martín
Catalina de Balmaseda y San Martín, en religió Caterina de Crist, (Madrigal de las Altas Torres, província d'Àvila, 28 d'octubre de 1544 - Barcelona, 3 de gener de 1594) fou una religiosa carmelita descalça, introductora d'aquest orde a Catalunya i Navarra. Fou estat proclamada Serventa de Déu per l'Església catòlica.

## Biografia
Catalina va néixer al si d'una família noble, tercera dels quatre fills de Cristóbal de Balmaseda, parent de santa Teresa de Jesús, i de Juana Bustamante y San Martín. De nena va sobresortir per la seva religiositat i amor a la solitud i la pregària. En tornar de Múrcia, on havia estat amb el seu pare, va emmalaltir greument i passà nou mesos al llit: va fer vot a la Mare de Déu de vetllar a l'església de Santa María del Castillo si sanava, com va fer.
Des de petita, va tenir episodis místics, que descriu en alguns escrits: visions, profecies, etc. En una ocasió, va predir amb vuit mesos d'antelació la derrota de l'Armada Invencible. En morir la seva mare, el seu pare va projectar casar-s'hi i casar Catalina amb el fill de la seva nova esposa; per evitar-ho, la noia va parlar, sense revelar la seva identitat, amb la candidata, explicant el mal caràcter que tenien Balmaseda i la seva filla, ella mateixa, i fent-li veure que seria un error acceptar el matrimoni.
Mentre Alonso Lobo de Medina Sidonia, predicador franciscà, era a Madrigal, va comunicar-li per escrit la seva intenció de consagrar-se a la religió, rebent del frare el vistiplau. Va pensar primer de fer vida eremítica, com Caterina de Cardona, llavors molt popular. L'1 de juliol de 1568 conegué santa Teresa de Jesús, de pas pel seu poble cap al convent de Medina del Campo, però la seva germana gran li va impedir de parlar a soles amb ella.

### Vida religiosa

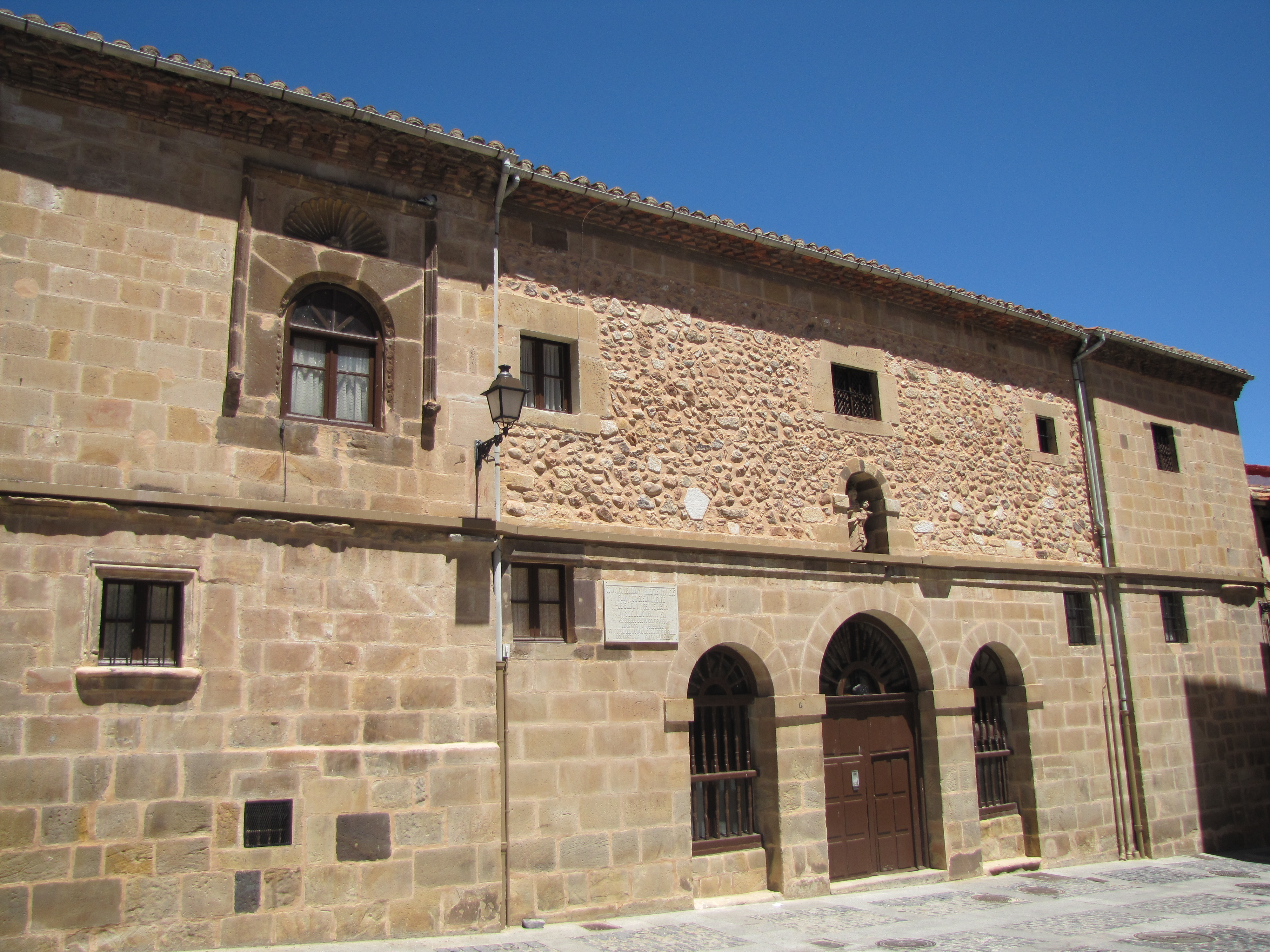
Convent de Nuestra Señora del Carmen (Soria)

El 5 d'octubre de 1571 va morir la seva germana i, sense ningú que li ho impedís, va decidir de fer-se monja. Va demanar a Teresa de Jesús que l'admitís al convent de Medina, on ingressà el 10 de juliol de 1572. Va fer-hi el noviciat i professà el 5 d'agost de 1573 prenent el nom de Caterina de Crist.
En 1581 ajuda santa Teresa a fundar a Sòria. El 15 de juny del mateix any, Teresa la nomena priora de la nova fundació, tot i que el pare Jerónimo Gracián s'hi oposava, al·legant que era una dona poc formada.
El 8 de desembre de 1583 Caterina va fundar el convent del Carmel de Pamplona, on serà fins al 1588, quan marxa cap a Barcelona. De camí, s'aturà a Saragossa, on visità les esglésies de la ciutat. El 14 de juny arriba a Barcelona i hi funda el convent de la Immaculada Concepció, ubicat on hi ha avui la Plaça de la Vila de Madrid. Caterina de Crist en fou la priora fins a la seva mort en 1594, que ella mateixa havia predit en agreujar-se la seva malaltia.

## Veneració
Morta en llaor de santedat, fou tinguda per venerable. El juny del mateix 1594 el seu cos fou extret del sepulcre i es trobà incorrupte, la qual cosa augmentà la fama de santedat de la monja. En 1597 el cos fou examinat per metges que qualificaren la incorruptibilitat de miraculosa. El cos, exposat a la veneració pública, fou visitat per Felip III d'Espanya i Margarida d'Àustria en 1600.
Per ordre del superior de l'orde, Francisco de la Madre de Dios, el cadàver fou traslladat al convent carmelita de Pamplona en 1604, deixant-ne a Barcelona un braç i una mà, avui al convent de Santa Teresa de Sarrià. Encara avui es conserva incorrupte.
En 1612, el bisbe de Barcelona incoà el procés de beatificació, proclamant-la serventa de Déu. No obstant això, quedà interromput, i fins al 1988 no es tornà a reprendre. La validesa de la investigació diocesana es confirmà en 1993 i el procés continua.